# バラ色の人生 (トムとジェリー)
『バラ色の人生』（Puss N' Toots、1942年5月30日）は『トムとジェリー』の作品のひとつ。
レコードとレコードプレーヤーが重要な役割を持つ。公開当時のレコード盤は素材の違いから割れやすく、プレーヤーには交換針をまとめて入れておくスペースがあるなど、今日の塩化ビニールを主材料としたLPレコードとは全く性質が異なっていた。詳しくはSPレコードを参照のこと。
日本においてはパブリックドメインである。

## スタッフ
- 監督 - ウィリアム・ハンナ、ジョセフ・バーベラ、マイケル・ラー（クレジット無し）
- 製作 - フレッド・クインビー（初公開版ではクレジット無し）、ルドルフ・アイジング（クレジット無し）
- 共同製作 - ウィリアム・ハンナ（クレジット無し）
- 脚本 - ウィリアム・ハンナ、ジョセフ・バーベラ（全員クレジット無し）
- 原画 -レイ・エイブラムス、ピーター・バーネス、アーヴン・スペンス、セシル・サリー、ジョージ・ゴードン、ジャック・サンダー、ビル・リトルジョン（全員クレジット無し）
- 背景 - ジョセフ・スミス（クレジット無し）
- 音楽 - スコット・ブラッドリー（クレジット無し）
- 彩色プロセス - テクニカラー
- 録音プロセス - ウェスタン・エレクトリック、パースペクタ・ステレオ（再公開版のみ使用）
- 制作 - メトロ・ゴールドウィン・メイヤー・カートゥーン・スタジオ（英語版）
- 配給 - メトロ・ゴールドウィン・メイヤー、ロウズ・シアター

## あらすじ
近所の人から預けられた雌猫・トゥーツにすっかり一目惚れしてしまったトム。めかし込んだトムは、捕まえたジェリーを使った手品で気を惹こうとするが途中で一矢報いられ逃げられてしまう。
結局、レコードプレーヤー上でのドタバタを経てトムはジェリーに敗れる。今度はジェリーがお洒落を決めつつトゥーツを口説き始めるのだった。

## 登場キャラクター
トム
捕まえたジェリーでトゥーツを口説こうとするが、ジェリーの反撃を喰らい、最後はレコードプレーヤー付きコンポに押し込められてしまう。
ジェリー
トムにトゥーツの気を惹くための手品のタネにされてしまうが、隙を見て反撃を与える。トムをやっつけた後はトゥーツにキスをし意気揚々と巣穴へ帰って行った。
トゥーツ
近所の人からトムの家へ預けられ、その姿を見たトムに一目惚れされる。トムがジェリーに撃退された後はジェリーにキスされた。中盤以降の作品でよく見られるセクシーな雌猫「トゥードルス」とは異なり、「命の恩人」「トムのガールフレンド」等、主に初期の作品に出演している。
お手伝いさん
近所の雌猫を預かってほしい旨の依頼を受け、その後玄関で依頼人よりトゥーツを受け取った。

## 再公開
本作は1948年4月24日と1958年8月8日に再公開されており、レオ・ザ・ライオンやトムとジェリーのタイトルカードも全て一新されている（しかし、内容はそのまま）。劇場初公開版では、レオ・ザ・ライオンおよびエンドクレジットは、実写映画と同じものになっており、エンドクレジットでは「The End」の文字とMGMの紋章の間に『AMERICA NEEDS YOUR MONEY BUY DEFENSE BONDS AND STAMPS EVERY PAY DAY』という、戦時国債の購入を促す文字が表記されていた（本作が初公開された1942年当時は、第二次世界大戦真っ只中だったため）。また、オープニングでは、プロデューサーであるフレッド・クインビーの記載がない。現在テレビで再放送されているものは、1958年再公開版がほとんどのため、劇場初公開版と1948年再公開版を見るのは困難と思われる。